# 小さな惑星の小さなお話
『小さな惑星の小さなお話』（ちいさなほしのちいさなおはなし）は、かずといずみ原作の日本の漫画作品。

## 概要
かずといずみが主に同人誌として発表した作品などを収録したもので、14作の短編で構成されている。

## 収録作品
1. あかよろし!
2. 発表会の日
3. 自由形1メートル
4. 誰かが何かを隠してる
5. 魔法少女ケミカルネオン
6. 禁止されていること
7. 緑色
8. くろくろ
9. くろいろ
10. しろいろ
11. はちみつレモン
12. 三国姫
13. 声とコエ
14. こころの魔法

## 登場人物

### あかよろし!
一柳 藤 （いちやなぎ ふじ）
本作の主人公。私立・菖蒲ヶ丘学園2年A組。17歳。本当は真面目な優等生であるが、長身・強面・男性的な喋り方が災いして「静かなる阿修羅」という渾名を付けられ、不良生徒たちにも怖がられる存在となっていた。そういった経緯から、クラスでは友人も出来ず、いつも一人ぼっちであったが、キリ・ストゥルルソンが留学生として転入してきたことで花札を通じて親友になり、同級生たちの誰にも見せたことのなかった笑顔を見せるようになる。
キリ・ストゥルルソン
本作の準主人公。ノルウェーからの留学生。祖母から花札を譲り受け、花札部に入るために菖蒲ヶ丘学園に留学し、藤のクラスに転入する。天真爛漫な性格で、不良たちにも恐れられる藤に物怖じすることなく接する。入部を希望していた花札部が既に廃部になっていたことを知ってショックを受けるが、藤から「なくなってしまったのならもう一度 花札部を作れば良い!」と提案され、藤と共に花札部の再建を目指す。
2人組の不良生徒
藤とキリのクラスメイトで、不良。藤を「一柳サン」と呼び、「静かなる阿修羅」と呼ばれる不良だと思い込み、恐れている。1人は唇が厚い。藤がキリと仲良く花札をして遊ぶ様子を見て、花札に興味を持つようになる。
女性教師
藤とキリの担任教師。若い女性であるが、不良の多い学園の生徒たちを怖がっている様子は無い。
松
菖蒲ヶ丘学園の学園長。花札部の再建を目指す藤とキリに、キリの帰国後は再び廃部になるのではないかと指摘するも、藤が「私が存続させます」と宣言したため、2人の覚悟を認め、花札でキリが自分に勝ったら学園長である自分が花札部の顧問を引き受けると宣言し、キリと勝負する。しかし、勝負で彼女が勝ったため、顧問は別に探すことになった。実は菖蒲ヶ丘学園のOGで、在学中は花札部の部長だった。

## 書誌情報
- かずといずみ 『小さな惑星の小さなお話－かずといずみ作品集』 ジャイブ〈CR COMICS〉、全1巻
  1. 2008年5月発行、ISBN 4861764866